# فیشر گابلهورن
فیشر گابلهورن (به لاتین: Fiescher Gabelhorn) یک کوه در سوئیس است که در کانتون وله واقع شده‌است. فیشر گابلهورن ۳٬۸۷۶ متر بالاتر از سطح دریا واقع شده‌است.